# No logo

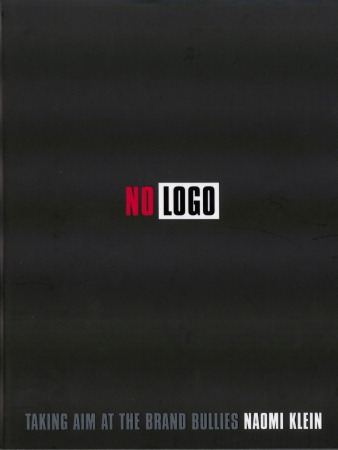
No Logo: Taking Aim at the Brand Bullies

No logo (ang. No Logo: Taking aim at the brand bullies) – książka kanadyjskiej dziennikarki Naomi Klein. Pierwsze wydanie zostało opublikowane w grudniu 1999. Polskie wydanie ukazało się w 2004 nakładem wydawnictwa Świat Literacki.

## Tematyka
Autorka skupia się na problematyce brandingu. No Logo: Taking Aim at the Brand Bullies jest utożsamiana z ruchem alterglobalistycznym. Naomi Klein opisuje zachowania i nieetyczne działania wielkich korporacji, jak Microsoft, Nike, McDonald’s. Książka składa się z 4 rozdziałów (No Space, No Choice, No Jobs, No Logo).

## Ideologie
Wiele idei zawartych w książce Naomi Klein ma swoje korzenie w sytuacjonizmie, radykalnym ruchu społeczno-artystycznym założonym w późnych latach pięćdziesiątych XX wieku.

## Odbiór
Thom Yorke i Jonny Greenwood z zespołu Radiohead oświadczyli, iż książka No Logo: Taking Aim at the Brand Bullies stanowiła inspirację do stworzenia 4 albumu zespołu – Kid A.